# Pëtr Dmitrievič Baranovskij
Pëtr Dmitrievič Baranovskij (Vjaz'ma, 1892 – Mosca, 12 giugno 1984) è stato un architetto e restauratore russo.

## Biografia
Baranovskij proveniva da una famiglia di costruttori. Studiò architettura a Mosca e nel 1912 ottenne la licenza di costruire fabbricati e la medaglia della Società Archeologica di Mosca per il restauro del convento della Trinità di Boldino presso Dorogobuž. Egli lavorò poi con le ferrovie e nel campo dei fabbricati industriali. Con l'inizio della prima guerra mondiale fu arruolata nell'esercito russo come ingegnere militare.
Dopo la rivoluzione d'ottobre acquisì, nel 1918, un secondo diploma in storia dell'arte e divenne docente presso l'Università statale di Mosca. Nello stesso anno egli restaurò l'edificio del convento della Trasfigurazione a Jaroslavl', la locale chiesa dei santi Pietro e Paolo e il Palazzo del Metropolita, che durante la guerra civile russa, in occasione dell'insurrezione di Jaroslavl' e la sua repressione da parte dell'Armata Rossa rimasero danneggiati.
Nel 1921 iniziò la sua prima (di dieci) spedizione del nord della Russia. Durante la sua vita egli esplorò centinaia di soggetti dell'architettura nazionale dal Mar Baltico all'Azerbaigian.
Nel 1923 Baranovskij riuscì ad ottenere il riconoscimento ufficiale del convento della Trinità di Boldino come filiale del Museo di Dorogobuž. Lui e i suoi collaboratori raccolsero i resti della chiesa distrutta e portarono la raccolta del museo chiuso di El'nja a Boldino, in modo che la cultura ecclesiastica presso i confini russo-lituani sul corso superiore del Dnepr fosse rappresentata. In considerazione della sua situazione incerta, egli fece documentare il convento e la raccolta dal fotografo Michail Pogodin. Nel 1929 il museo venne chiuso e la raccolta ed gran parte delle fotografie sono scomparse. Gli edifici, durante la guerra russo-tedesca del 1943, furono distrutti dalla Wehrmacht come rappresaglia alla locale resistenza.
Nel 1924 Baranovskij ottenne, che la ex residenza dello zar di Kolomenskoe divenisse un museo della cultura nazionale e lui ne divenne il direttore.
Tra il 1927 e il 1933 egli raccolse oggetti artistici in legno per lasciarli alla posterità a Kolomenskoe, specialmente la casa di Pietro il Grande a Arcangelo, la torre Mochowaja da Sumski Ostrog, presso Belomorsk e un edificio di Preobraženskoe a Mosca.
Fondò inoltre a Kolomenskoe una propria scuola di restauro. Uno dei suoi allievi, Lev Arturovič David fu il suo successore.
Alla fine degli anni 1920, durante il culmine della "campagna antireligiosa" egli restaurò la Cattedrale di Kazan' all'angolo settentrionale della Piazza Rossa a Mosca, che già era chiusa dal 1918 e da allora andata in rovina.
Nel corso della sua attività Baranovskij documentò le chiese, che erano destinate all'abbattimento. Così egli fu l'ultimo visitatore del Monastero di Čudov nel Cremlino di Mosca, che fu abbattuto nel 1929 e dal quale riuscì a portar via con sé la reliquia del metropolita Alessio.
Nel 1930 il direttore del museo di Boldino, Semën Busanov, fu arrestato (morì poi in un campo di concentramento), il direttore del museo di Dorogobuž fuggì e Pogodin fu eliminato come nemico di classe. In un primo momento Baranovskij fu severamente ammonito, ma nel 1933 fu arrestato e condannato a tre anni di reclusione nel campo di Mariinsk. Qui divenne subito assistente della direzione del campo per le costruzioni. Così egli progettò anche un edificio per un museo dell'agricoltura. Dopo il suo rilascio si stabilì, a causa dei limiti posti alla sua mobilità, ad  Aleksandrov. Divenne quindi architetto restauratore del museo locale, che era diventato una filiale proprio del Museo statale di storia di Mosca.
Qui egli esplorò il Cremlino di Aleksandrov. La cattedrale di Cattedrale di Kazan', da lui in precedenza restaurata, venne demolita nel 1936, tuttavia egli riuscì ad impedire la progettata demolizione della cattedrale di San Basilio.
Nel 1947 Baranovskij tenne presso l'Istituto d'Arte antica dell'Accademia russa delle scienze una conferenza sul tema Sul tempo e luogo delle esequie di Andrej Rublëv. Nella sua conferenza presentò il ritrovamento di una copia (di Gerhard Friedrich Müller realizzata nel XVIII secolo) del frammento di uno scritto nel convento Andrnikov di Mosca e il testo da lui ricostruito. Questo ritrovamento mostrava anche il grande significato della conservazione del convento, che allora era già stato in parte distrutto. 
Insieme a Igor' Ėmmanuilovič Grabar' Baranovskij insistette sulla realizzazione di un museo dell'antica arte russa sulla base di questo convento. Il museo venne terminato nel 1947, ma fu aperto al pubblico solo nel 1960.
Negli anni sessanta egli restaurò la chiesa dei santi Pietro e Paolo a Smolensk.
Alla sua morte la salma di Baranovskij fu inumata, insieme a quella della moglie, Marija Jurevna nel cimitero del Monastero Donskoj.

## Opere

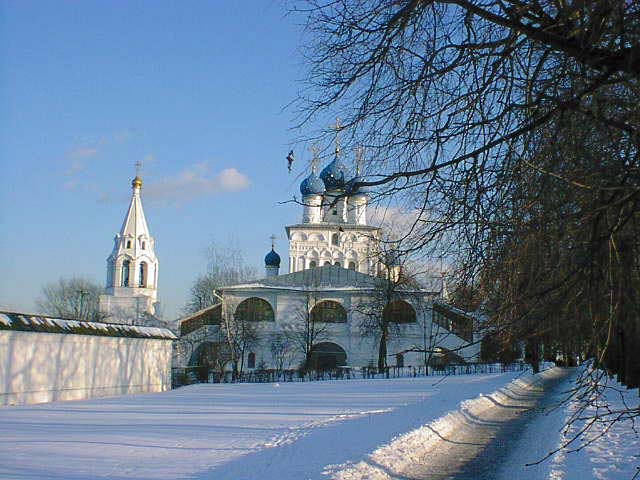
Kolomenskoe
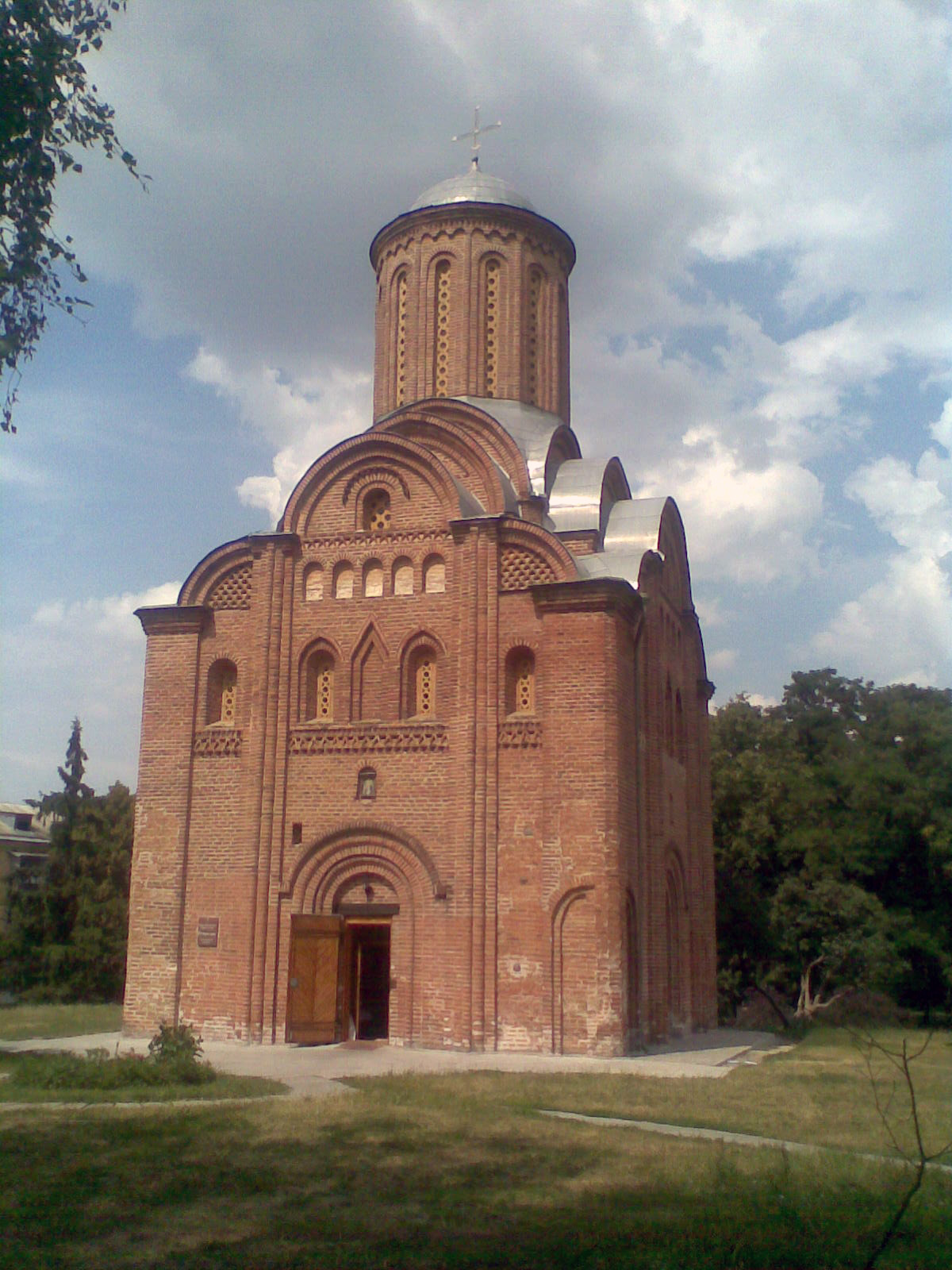
Chiesa di Santa Parasceva a Černihiv
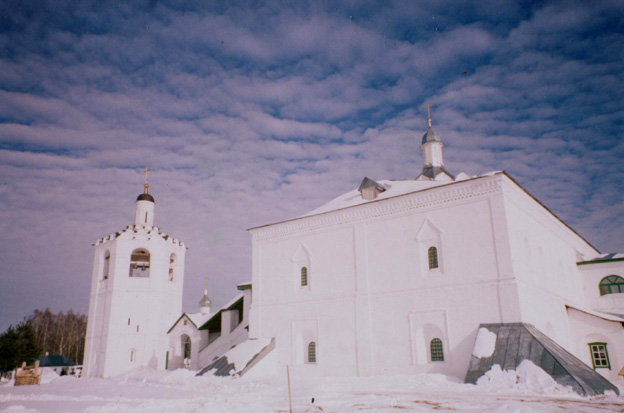
Convento della Trinità a Boldino presso Dorogobuž
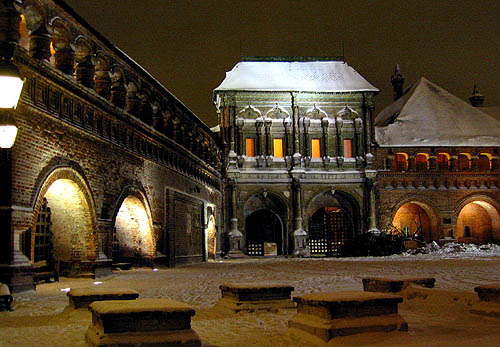
Palazzo Krutizy a Mosca